# Carlo Montano
Carlo Montano, född den 25 september 1952 i Livorno, Italien, är en italiensk fäktare som tog OS-silver i herrarnas lagtävling i florett i samband med de olympiska fäktningstävlingarna 1976 i Montréal.